# 北海道美深高等学校
北海道美深高等学校（ほっかいどうびふかこうとうがっこう、Hokkaido Bifuka High School）は、北海道中川郡美深町にある公立（道立）高等学校。

## 沿革
- 1948年12月 - 北海道立名寄農業高等学校の美深分校として開設認可。定時制課程農業科。
- 1952年4月 - 移管にともない北海道名寄高等学校美深分校と改称。普通科に転換。
- 1952年11月 - 美深町立北海道美深高等学校として独立。
- 1955年11月 - 全日制課程普通科開設認可。
- 1958年3月 - 道立に移管。
- 1959年3月 - 定時制課程募集停止。
- 1962年3月 - 定時制課程閉課程。
- 1963年4月 - 電気科開設認可。
- 1964年4月 - 家政科開設認可。
- 1967年4月 - 電気科・家政科を普通科に転換。

## 出身者
- おおた慶文（イラストレーター）
- 山口信夫（美深町長）